# Владимировка (Катериновская сельская община)
Влади́мировка (укр. Володимирівка) — село в Катериновской сельской общине Кропивницкого района Кировоградской области Украины.
Население по переписи 2001 года составляло 577 человека. Почтовый индекс — 27611. Телефонный код — 522. Код КОАТУУ — 3522581801.